# Lis Kertelge
Lis Kertelge, bisweilen auch als „Liz Kertelge“ geführt, (* vor 1963) ist eine ehemalige deutsche Schauspielerin, Hörspiel- und Synchronsprecherin.

## Leben und Werk
Lis Kertelge spielte als Schauspielerin unter anderem zu Beginn der 1960er Jahre am Theater im Schweizer Haus in München. In Hans Mehringers Der Würger vom Tower war sie bereits 1966 in einer Filmrolle zu sehen. Neben Fernsehrollen wie in Imo Moszkowicz' Actis und Rolf von Sydows mehrteiliger Dostojewski-Verfilmung Der Idiot wirkte sie auch in Werbefilmen mit, beispielsweise für Rama. In den 80er Jahren wirkte Kertelge weiterhin in Fernsehspielen mit, so 1981 unter der Regie Wolf Witzemanns in In Sachen: Jacobi gegen Jacobi.
Darüber hinaus arbeitet Lis Kertelge als Sprecherin für Hörspiel und Filmsynchronisation. Als Synchronsprecherin lieh sie ihre Stimme unter anderem Carrie Fisher in Scream 3 und June Lockhart in Unter der Sonne Kaliforniens. Kertelge arbeitete zuletzt in München, wo sie Anfang der 2000er Jahre in Bogenhausen lebte.

## Metamorphose eines Gesichts
1966 erregte die Schauspielerin breite Aufmerksamkeit, als sie im Rahmen der Sonderausstellung Metamorphose eines Gesichts für das Haus der Kunst in München von insgesamt 47 bildenden Künstlern porträtiert wurde. Entwickelt wurde dieses Projekt vom Journalisten Hans Eberhard Gabriel, der auf diese Weise die „Möglichkeiten des zeitgenössischen Porträts prüfen“ wollte. Gabriel lernte Lis Kertelge 1964 bei einer Theateraufführung kennen und konnte sie für sein Vorhaben gewinnen. Zu diesem Zweck versuchte er Kontakt zu 80 Künstlern in der Bundesrepublik und der DDR herzustellen. Trotz Absagen aus dem Ministerium für Kultur und von namhaften Künstlern wie Oskar Kokoschka, Heinz Trökes und Mac Zimmermann beteiligten sich 47 Maler, Graphiker und Photographen an dem Projekt. Dazu besuchte Lis Kertelge jeweils die einzelnen Künstler in deren Wohnorten, um Modell stehen zu können. Schrieb der Spiegel 1966 noch „Zu der deutschen Malprominenz stieß das reisende Modell nicht vor.“ und nannte als einzig „überregional bekannte“ Porträtierer der Schauspielerin Emil Scheibe, Willi Geiger, den Bamberger Collagen-Künstler Karlheinz Bauer sowie den österreichischen Kunstmaler Fritz Baumgartner, finden sich darunter auch der Maler, Bildhauer und Fotograf Gerhard Richter, der Lis Kertelge zweimal in Öl auf Leinwand malte: einmal mit Hut, einmal ohne Hut. Eines davon wurde 2006 bei Sotheby’s für 1.408.000,00 £ verkauft, das andere ersetzte sogar ab dem 1. November kurzzeitig 2011 in der Ausstellung „Gesichter der Renaissance“ in der National Gallery in London Leonardo da Vincis „Dame mit dem Hermelin“, um auf die Gerhard-Richter-Retrospektive ab 12. Februar 2012 hinzuweisen, was von Richter, der das Werk eine „Auftragsarbeit“ nennt, nicht goutiert wurde. Außerdem wurde Lis Kertelge von Knut Schnurer, Günther Filus, Hans Dumler, Ernst Eichinger, Ludwig Scharl, Eugen Schönebeck sowie den Photographen Roger Fritz, Liselotte Strelow und der Mode-Photographin Regina Relang porträtiert. Der zugehörige Ausstellungskatalog wurde von Hubert Burda herausgegeben.

## Filmografie (Auswahl)
- 1963: Vorsätzlich
- 1964: Die Karte mit dem Luchskopf: Der Teufelshandschlag
- 1964: Nach Ladenschluß
- 1964: Actis
- 1965: Alarm in den Bergen: Ein Toter als Zeuge
- 1966: Der Würger vom Tower
- 1968: Hinterhöfe der Liebe
- 1968: Der Idiot
- 1974: Schulmädchen-Report. 8. Teil: Was Eltern nie erfahren dürfen